# WDR8
WDR8‏ (WD repeat containing, antisense to TP73) هوَ بروتين يُشَفر بواسطة جين WDR8 في الإنسان.
يشفر هذا الجين عضوًا من عائلة بروتينات تكرار WD. تكرارات WD هي مناطق محفوظة بشكل ضئيل من حوالي 40 حمضًا أمينيًا محاطة عادةً بـ gly-his و trp-asp (GH-WD)، والتي قد تسهل تكوين مجمعات ثلاثية أو متعددة البروتينات. يشارك أعضاء هذه العائلة في مجموعة متنوعة من العمليات الخلوية، بما في ذلك تقدم دورة الخلية، ونقل الإشارة، وموت الخلايا المبرمج، وتنظيم الجينات. هذا العضو من العائلة متطابق بنسبة 89٪ مع بروتين Wdr8 لدى الفئران على مستوى الأحماض الأمينية. وظيفة هذا البروتين غير معروفة، وتشير الدراسات على الفئران إلى أن بروتين Wdr8 قد يلعب دورًا في عملية التعظم (تكوين العظام).